# Atrichopogon ezoensis
Atrichopogon ezoensis är en tvåvingeart som beskrevs av Tokunaga 1940. Atrichopogon ezoensis ingår i släktet Atrichopogon och familjen svidknott. Inga underarter finns listade i Catalogue of Life.